# Lightning Bolt
A Lightning Bolt amerikai noise rock duó. Az együttes 1994-ben alakult a Rhode Island-i Providence-ben. Karrierjük elején egy harmadik taggal is rendelkeztek, de ő az első koncert után elhagyta a zenekart. Első nagylemezüket 1999-ben adták ki. Harmadik albumuk szerepel az 1001 lemez, amit hallanod kell, mielőtt meghalsz című könyvben.

## Tagok
- Brian Chippendale – ének (1996–), dob (1994–)
- Brian Gibson – basszusgitár (1994–)

## Korábbi tagok
- Hisham Bharoocha – ének, gitár (1994–1996)

## Diszkográfia
- Lightning Bolt (1999)
- Ride the Skies (2001)
- Wonderful Rainbow (2003)
- Hypermagic Mountain (2005)
- Earthly Delights (2009)
- Fantasy Empire (2015)
- Sonic Citadel (2019)